# Guennadi Cherevchenko
Gennadiy Cherevchenko (Khatlon, 16 de marzo de 1948 - ibídem, 18 de marzo de 2014) fue un entrenador y futbolista tayiko que jugaba en la demarcación de defensa.

## Biografía
Hizo su debut en 1967 con el Vakhsh Qurghonteppa, aunque solo permaneció durante una temporada en el club. Ya en 1969 fue cuando fichó por el CSKA Pamir Dushanbe. En el club jugó durante 17 años, desde 1969 hasta 1986, llegando a jugar un total de 563 partidos y marcando 22 goles. Tras su retiro como futbolista en 1986, diez años más tarde, el FC Industriya Borovsk se hizo con sus servicios para que entrenara al club durante un año. En 1997 hizo lo propio con el FC Lokomotiv-2 Moscú, dejando el cargo de entrenador en 1998.
Falleció el 18 de marzo de 2014 en Khatlon a los 66 años de edad.

## Clubes

### Como futbolista
| Club                | País            | Año         | Partidos | Goles |
| ------------------- | --------------- | ----------- | -------- | ----- |
| Vakhsh Qurghonteppa | Unión Soviética | 1967        | ¿?       | ¿?    |
| CSKA Pamir Dushanbe | Unión Soviética | 1969 - 1986 | 563      | 22    |

### Como entrenador
| Club                  | País  | Año  |
| --------------------- | ----- | ---- |
| FC Industriya Borovsk | Rusia | 1996 |
| FC Lokomotiv-2 Moscú  | Rusia | 1997 |